# Exorista deligata
Exorista deligata là một loài ruồi trong họ Tachinidae.